# The Bonnie Hunt Show
The Bonnie Hunt Show es un programa de entrevistas presentado por Bonnie Hunt. El ciclo debutó el 8 de septiembre de 2008.

## Formato
El primer entrevistado fue Robin Williams y el primer músico invitado Meiko. El show es muy similar a The Ellen DeGeneres Show y The Rosie O'Donnell Show. 